# 日足隧道

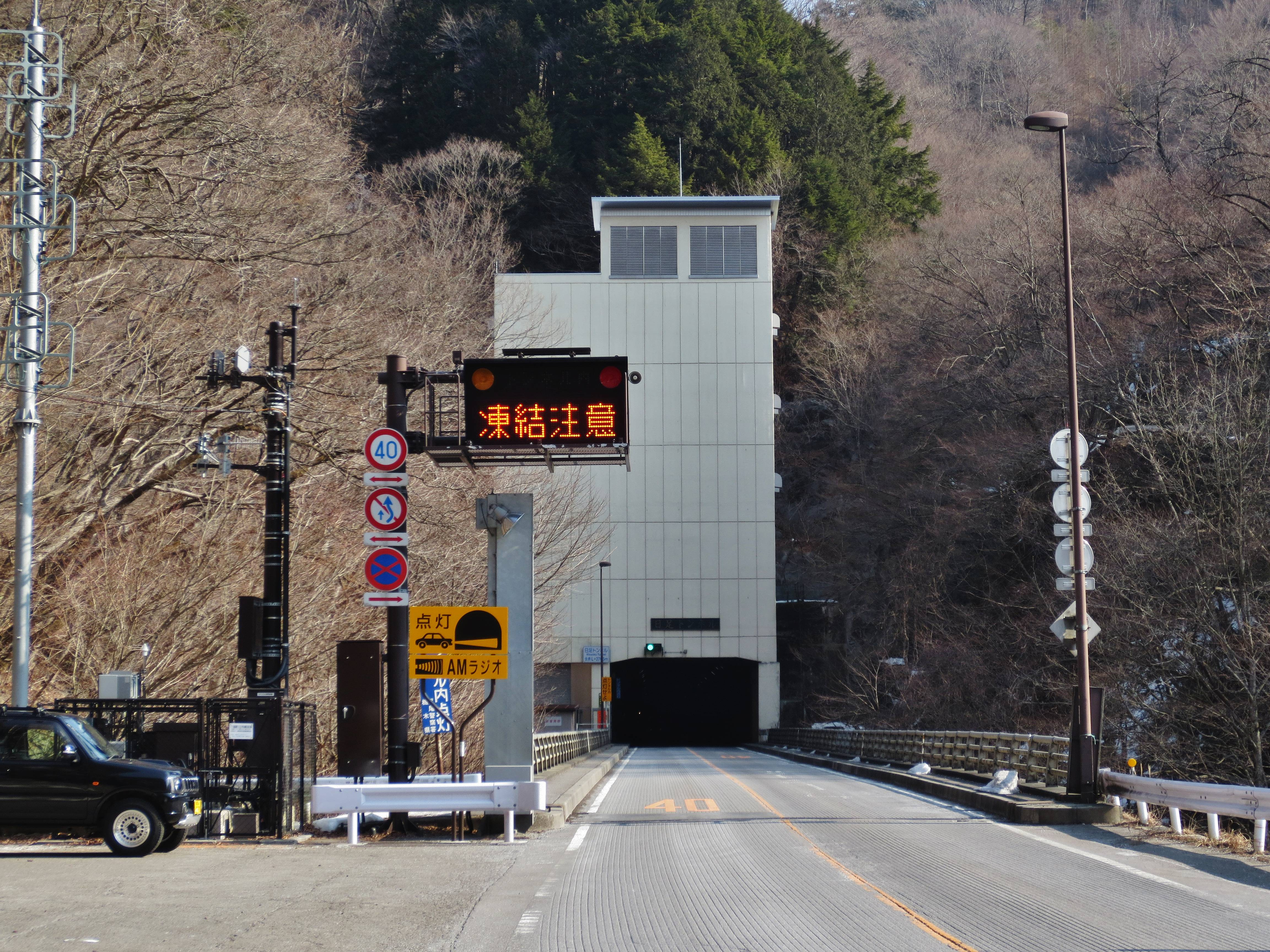
足尾一侧的隧道口

日足隧道（日语：／）是日本國道122號上的一座公路隧道，位于栃木縣日光市，穿过細尾峠连接足尾地区与清滝地区。隧道宽度为9米，单洞双向二车道，全长2765米，1973年10月22日开工，1978年3月30日通车。